# Gấu Nga

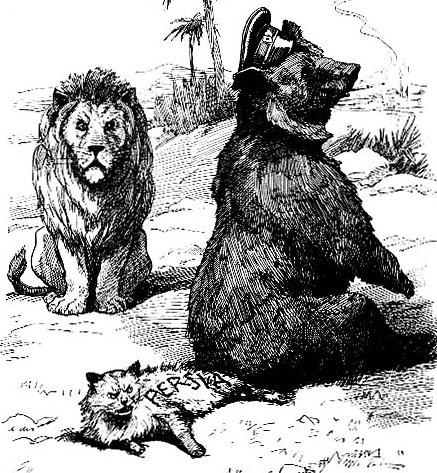
Gấu Nga, sư tử Anh và mèo Ba Tư

Gấu Nga là một biểu tượng phổ biến (nói chung là mô phỏng từ loài gấu nâu Á-Âu) đối với Nga, được sử dụng trong phim hoạt hình, bài báo và vở kịch từ đầu thế kỷ 16, và liên quan đến Đế quốc Nga, Liên Xô và Liên bang Nga ngày nay. Nó thường được và được sử dụng bởi người phương Tây, có nguồn gốc từ biếm họa Anh và sau đó cũng được sử dụng ở Hoa Kỳ, và không phải lúc nào cũng trong bối cảnh tâng bốc - đôi khi nó được sử dụng để ám chỉ rằng nước Nga là sự "lớn con, thô bạo và vụng về".

## Lịch sử
Hình ảnh con gấu, tuy nhiên, trong những dịp khác nhau (đặc biệt là trong thế kỷ 20) cũng được chụp bởi chính người Nga. Có chú gấu "Misha" là linh vật của Thế vận hội Olympic Moscow năm 1980 rõ ràng là có ý định chống lại hình ảnh "Gấu Nga to lớn và tàn bạo" với một con gấu nhỏ, âu yếm và mỉm cười.
Ở Nga, các hiệp hội với hình ảnh của con gấu đã nhận được những phản ứng tương đối hỗn tạp. Một mặt, chính người Nga đánh giá cao con gấu vì sức mạnh thô bạo và xảo quyệt của nó, và gấu thường được sử dụng làm linh vật hoặc là một phần của thiết kế trên logo. Mặt khác, việc người nước ngoài đến thăm Nga sử dụng quá mức hình ảnh con gấu trước thế kỷ 20 đã dẫn đến hình ảnh con gấu là một trò đùa của người trong cuộc, cho rằng "đường phố Nga đầy gấu" là một ví dụ thực tế không chính xác thông tin về Nga.
Sau khi Liên Xô sụp đổ, Quốc hội Nga đã có một số hỗ trợ vì có một con gấu là quốc huy mới của Nga - với những người đề xuất chỉ ra rằng "Dù sao thì Nga cũng được xác định là có gấu" - mặc dù cuối cùng nó cũng được là huy hiệu thời kỳ Sa hoàng của đại bàng hai đầu được phục hồi. Sau đó, con gấu được coi là biểu tượng của Đảng Nước Nga thống trị, đã thống trị đời sống chính trị ở Nga từ đầu những năm 2000. Thật trùng hợp, họ của Dmitry Medvedev, tổng thống Nga được bầu vào năm 2008, là tính từ sở hữu của медведь
Trong chiến dịch tái tranh cử năm 1984 thành công của mình, Ronald Reagan đã sử dụng mô típ gấu trong quảng cáo "Bear in the woods" nổi tiếng, tuyên bố rằng ông đã nhận ra sự tồn tại của một mối đe dọa của Liên Xô và đối thủ của ông đã phủ nhận sự tồn tại của nó.
Đô vật nghiệp dư người Nga, Alexanderr Karelin, còn được đặt biệt danh là "Gấu Nga".

## Hình ảnh

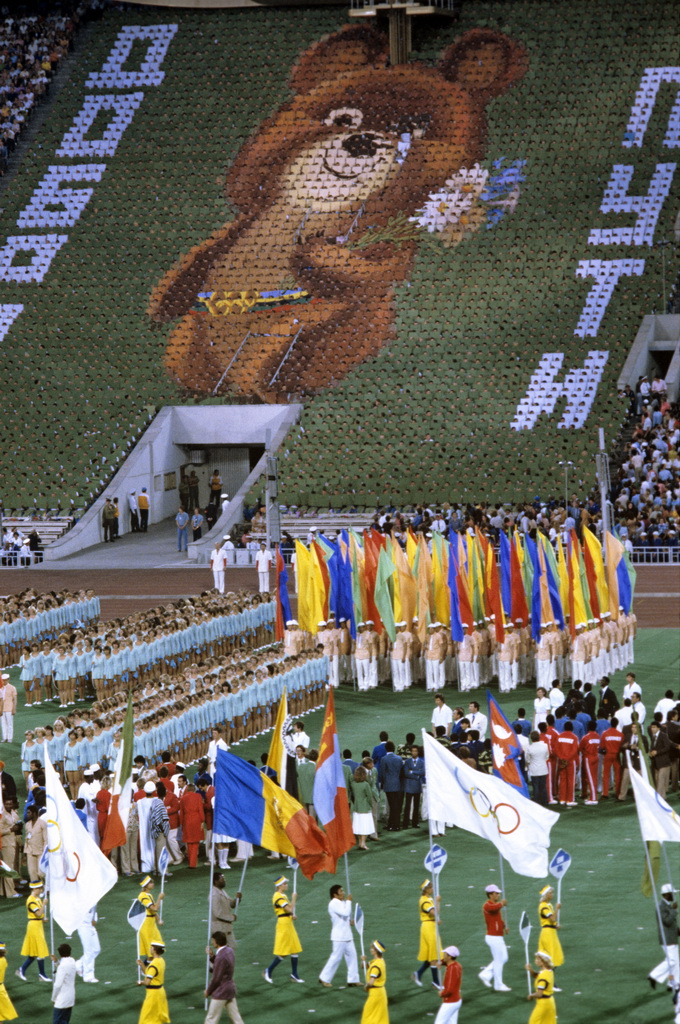
Misha gấu bông, linh vật của Thế vận hội Moscow (1980)
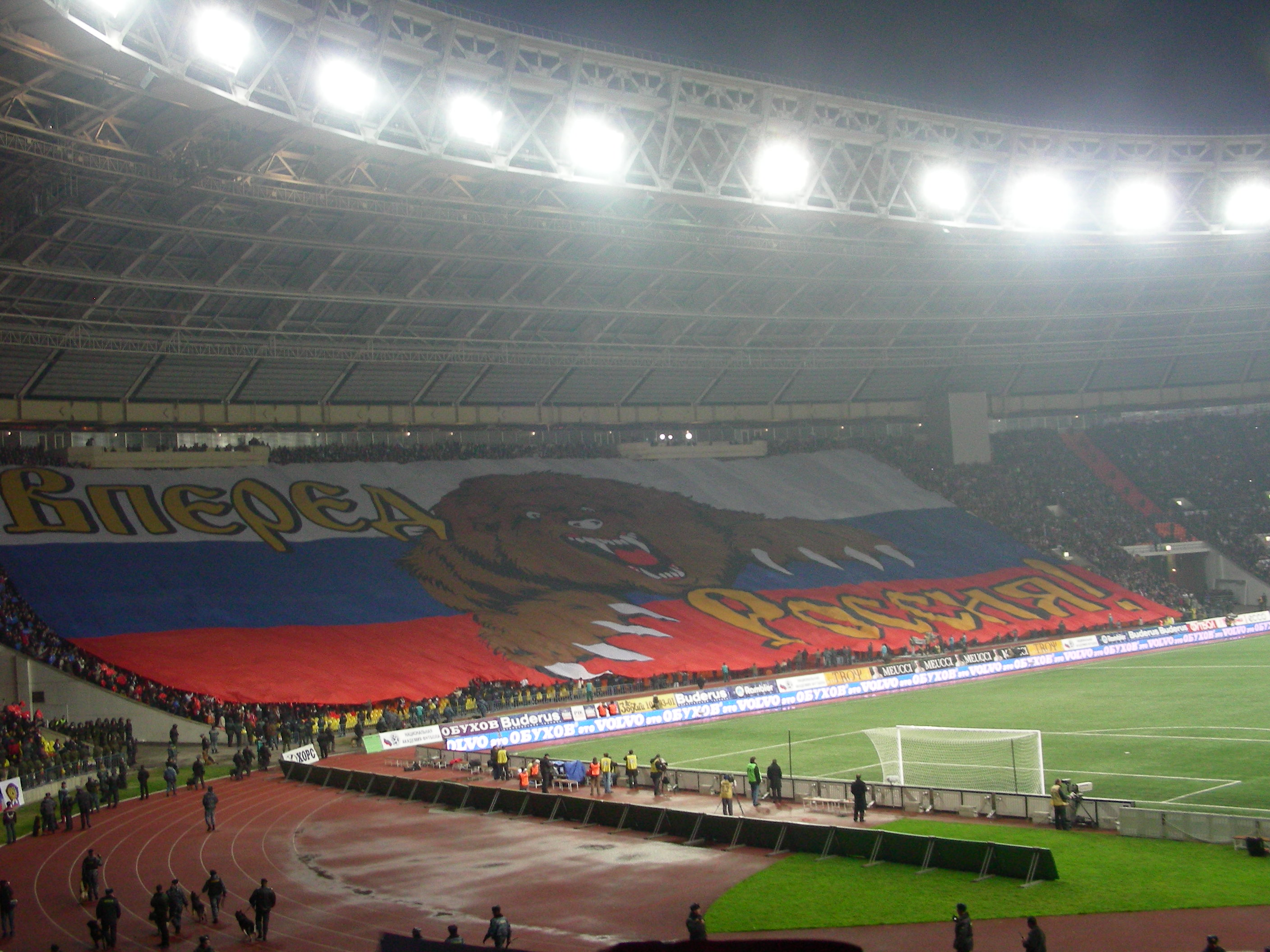
Biểu ngữ mô tả Gấu Nga những người ủng hộ bóng đá Nga giương lên (dòng chữ ghi "Tiến lên nước Nga!").
Huy hiệu Novgorod